# Britta Johansson Norgren
Britta Johanna Helena Johansson Norgren, född Norgren 30 mars 1983 i Bälinge församling i Uppsala län, är en svensk före detta längdåkare. Hon bor i Östersund men tävlar för Sollefteå Skidor IF. I långloppscupen tävlar hon för Lager 157 Ski Team. Hon har tidigare tävlat för Bälinge IF och Stockviks SF.

## Karriär
Britta Johansson Norgren deltog i OS i Turin 2006 där hon kom på elfte plats i 10 km, 15:e plats i 15 km skiathlon, 28:e plats i 30 km, och fjärde plats i stafett (där hon hämtade upp en 6:e plats till 3:e plats på 3:e sträckan). Hon deltog dessutom i den individuella sprinten, där hon åkte ut i kvartsfinalen (bästa tid bland de utslagna). Hennes individuella placeringar var de bästa bland svenska damer i längdskidor undantaget sprint. Hon hade också bästa svenska sträcktiden i stafett. Det klarade hon trots att hon inte var uttagen till svenska landslaget vid OS-säsongens början.
Hon var skadad under 2007–2008 års säsong men kom tillbaka till 2008–2009 års säsong. Hon vann SM-guld i sprint under SM i Sundsvall 2009. Hon deltog tills 2014 i ordinarie världscupen i längdåkning, men vann aldrig någon tävling i den. 
Från 2014 satsade Johansson Norgren på långloppen och har rönt stora framgångar där. Under sin första säsong 2014/15 i långloppscupen Visma Ski Classics nådde Johansson Norgren en tredjeplats i totalställningen och har därefter tagit fyra raka totalsegrar av cupen under säsongerna 2015/16, 2016/17, 2017/18 och 2018/19. Britta Johansson Norgren rankades i november 2019 som den främsta långloppsåkaren genom tiderna i Ski Classics Hall of Fame med sina 19 vinster. Hon har sedan dess vunnit ytterligare lopp har (i februari 2020) totalt 21 segrar.
Hennes första långloppsvinst kom 2015 i König-Ludwig-Lauf. Säsongen därefter, 2015/16, tog hon fyra långloppsvinster i Jizérska Padesatka i Tjeckien, La Diagonela i Schweiz, Marcialonga i Italien och Toblach-Cortina i Italien. Den 27 februari 2016 vann hon Tjejvasan och slutade på en andraplats i Vasaloppet. Säsongen 2016/17 började med vinst 3 december 2016 i långloppet La Sgambeda i Italien. År 2017 vann hon återigen Tjejvasan, på rekordtiden 1,16,44. Hon vann sedan Vasaloppet 2017 för första gången. Säsongen 2017/18 vann Johansson Norgren de sex inledande långloppen under säsongen och hon kom sedan på fjärdeplats i Vasaloppet. Säsongen 2018/2019 inleddes med vinst i prologen och senare vinst i Kaiser Maximiliam Lauf. Den 27 januari 2019 vann hon damklassen i långloppet Marcialonga i Italien. Den 23 februari 2019 vann hon Tjejvasan och den 3 mars samma år var hon tillbaka som snabbast i damklassen i Vasaloppet. Säsongen 2019/20 började återigen med vinst i prologen och sedan vinst i Toblach-Cortina samt Jizérska Padesatka. Den 22 februari 2020 stod hon återigen som segrare i Tjejvasan. och den 26 februari 2022 vann hon återigen samma lopp.
Den 8 april 2022 meddelade hon att hon avslutar längdskidåkningskarriären.
Hon avslutade karriären med att vinna långloppet Ylläs-Levi i norra Finland den 9 april 2022. Hon blev den första svenska att vinna det loppet.
Hon läser idrottsvetenskapliga programmet vid Mittuniversitetet i Östersund.
Hon är gift med Jonas Johansson, svenska skidskyttelandslagets tidigare herrtränare. De har en dotter som föddes 2011 och en dotter född 2023.

## Utmärkelser
- Sixten Jernbergpriset (2009)